# Морита, Сёма
Сёма Морита (яп. 森田正馬, 1874—1938) — японский психиатр, психотерапевт, современник Зигмунда Фрейда, основатель Морита-терапии, — одного из направлений клинической терапии, основанного на положениях дзэн-буддизма и использующего в своей работе психологические эффекты сенсорной депривации.
Профессор медицины в Токио, Сёма Морита в 1919 году создал оригинальный метод лечения психических расстройств, взяв за основу элементы японской духовной культуры. Основанный им метод реабилитации личности состоит в изоляции человека на некоторое время от всяческих контактов с другими людьми. Человек одну-две недели находится в состоянии полного бездействия, после чего настаёт время трудотерапии.
Сеансы Морита-терапии осуществляются только в клинике, куда на несколько недель помещают пациента, чтобы исключить из его жизни привычные занятия и общение с людьми.
С помощью метода Сёмы Мориты успешно излечивают различные неврозы, неврастении, ипохондрии и прочие психологические расстройства.
Американский психоаналитик Карен Хорни признавала полезность метода Сёмы Мориты. Также положительно об этом методе отзывался американский психолог Альберт Эллис.